# USS Ross (DDG-71)
«Росс» (англ. USS Ross (DDG-71)) — ескадрений міноносець з керованим ракетним озброєнням ВМС США типу «Арлі Берк». Судно назване на честь капітана Дональда Кірбі Росса — героя Другої світової війни, який нагороджений Медаллю Пошани.

## Історія створення
Судно стало 10-м кораблем типу ««Арлі Берк»». Будівництво почалося 10 квітня 1995 року на верфі «Ingalls Shipbuilding» в Паскагула, штат Міссісіпі. Спущене на воду 22 березня 1996 року. Хресною судна стала Гелен Росс, вдова покійного капітана Дональда Росса. Есмінець введений в експлуатацію 28 червня 1997 року в Галвестоні, штат Техас.

## Історія служби
У 1999 році став частиною авіаносної ударної групи авіаносця «Теодор Рузвельт» у Середземному морі. Брав участь в операції «Союзницькі сили» під час Косовської війни. У 2000 році есмінець брав участь у навчаннях BALTOPS. 2001 року «Росс» відправлений у Середземне море та Перську затоку для підтримки операції «Нескорена свобода». У 2006 році здійснював патрулювання у Середземному морі у складі 1-ї постійної військово-морської групи НАТО. Став флагманом групи у рамках проведення операції «Активні зусилля», яка призначена для запобігання пересування терористів або зброї масового знищення.
У вересні 2014 року брав участь у навчаннях «Sea Breeze» у Чорному морі. У 2017 році під час випробування протиракетного комплексу ASD-15 перехопив ракету «Тер'єр» у Північному морі.
7 квітня 2017 року «Росс» і «Портер» випустили загалом 59 ракет «Томагавк» по військових цілях на аеродромі «Шайрат» у Сирії. Ракетний удар був здійснений у відповідь на загибель щонайменше 80 мирних жителів внаслідок хімічної атаки на Хан-Шейхун у провінції Ідліб, що сталася 4 квітня 2017 року.
16 лютого 2018 року судно увійшло у Чорне море у рамках «місії активної присутності у регіоні». Наступного року, 15 квітня 2019 року, «Росс» знову направлений у Чорне море з метою посилення безпеки і взаємодії з союзниками і партнерами НАТО в регіоні.
В червні-липні 2021 року корабель перебував у Чорному морі для участі у військових навчаннях «Сі Бриз — 2021». 29 червня 2021 року стався інцидент коли невстановлені особи підробили дані AIS внаслідок чого відкриті системи відстеження руху кораблів, такі як MarineTraffic та VesselFinder повідомляли про рух американського есмінця та українського катера U153 «Прилуки» на відстані близько 5 морських миль від окупованого Криму.
Насправді, в цей час USS Ross був пришвартований у порту Одеси.
Схожий інцидент з підробленими даними AIS стався трохи раніше, 18 червня, за участю HMS Defender (D36) та HNLMS Evertsen (F805), які були показані на відстані лише двох морських милі від російської військової бази в окупованому Севастополі, коли насправді обидва корабля перебували в Одесі.

## Озброєння
Есмінець оснащений бойовою інформаційно-керуючою системою «Іджис»; пусковими установками з крилатими ракетами «Tomahawk», зенітні ракети «RIM-156 SM-2» або протичовнові ракети «RUM-139 VL-ASROC»; а також різним кулеметно-гарматним озброєнням. Корабель може взяти на борт один вертоліт Sikorsky SH-60 Seahawk.